# Томас Ромеро Перейра
Томас Ромеро Перейра (ісп. Tomás Romero Pereira 4 жовтня 1886 — 12 серпня 1982) — тимчасовий президент Парагваю, після перевороту, вчиненого генералом Альфредо Стресснером проти президента Федеріко Чавеса.

## Життєпис
Ромеро народився в місті Енкарнасьйон, в родині Еміліо Ромеро і Рози Ізабель Перейри.
Закінчив із золотою медаллю Національний коледж столиці і продовжив навчання у Військовій академії в Буенос-Айресі.
Пізніше вивчав архітектуру в Університеті Ла-Плати, а також підвищував кваліфікацію в Парижі, Франція.
Ромеро був членом партії Колорадо, а також послом Парагваю у Франції.
Після повернення Ромеро з Франції уряд перебував під контролем опонентів «Колорадос» — Ліберальної партії. Чакська війна (1932-1935) на час припинила розбіжності в політичній сфері, що дозволило президенту Еусебіо Аялі консолідувати ресурси країни для перемоги у війні.
Тодішній командувач армією Парагваю Хосе Фелікс Естіґаррібія призначив Ромеро начальником розвідки штабу.
На початку 1950-х Ромеро знову очолив свою партію.
Після повалення президента Федеріко Чавеса 4 травня 1954 в результаті військового перевороту на чолі з Альфредо Стресснером, земляком Ромеро, протягом 4 днів країна перебувала без президента, поки йшли інтенсивні політичні переговори.
Нарешті, в результаті компромісу між армією і цивільними Ромеро Перейра взяв на себе повноваження як тимчасовий президент до найближчих виборів.
Його мандат закінчився 15 серпня 1954, коли він передав владу обраному президенту, Альфредо Стресснеру.
Обіймав при Стресснері різні міністерські пости, в тому числі голови МВС (в 1956 замінений Едгаром Інсфраном).